# 中央军委后勤保障部军事设施建设局
中央军委后勤保障部军事设施建设局，位于北京市，是中央军委后勤保障部下属局，为主管军事设施建设的业务部门。

## 沿革
该局的前身于1950年代初开始组建。1950年1月19日，中国人民解放军总司令朱德在关于接收各区兵营、仓库的报告上批示：“建立营房管理，以专责任。”1950年1月25日，中央人民政府人民革命军事委员会指示：“除军委后勤部成立营房管理机构外，各级军区亦须成立营房管理部门。”1950年11月，正式组建“中央人民政府人民革命军事委员会总后方勤务部营房管理部”。1955年2月，更名为“中国人民解放军总后方勤务部营房管理部”。1955年9月，中华人民共和国国防部电令，为适应军队建设需要，经中共中央军委批准，以总后勤部营房管理部为基础，分组成总后勤部营房管理部和总后勤部营房建筑部（即后方工程建筑部）。1957年9月1日，两部又重新合并为营房管理部，营房管理部部长范子瑜继续担任部长。1978年，根据中共中央军委统一部署，总后勤部机关进行调整，营房管理部改称“中国人民解放军总后勤部基建营房部”。
2016年改革前，中国人民解放军总后勤部基建营房部下设：政治部、办公室、工程管理局、综合计划局、营房土地管理局、房地产管理局、住房建设管理局、老干部住房建设管理局、环保绿化科训局、全军环保绿化委员会办公室、全军房改领导小组办公室、中国人民解放军总后勤部建筑工程规划设计研究院等部门。
在深化国防和军队改革中，2016年1月中国人民解放军总后勤部撤销，组建中央军委后勤保障部。中国人民解放军总后勤部基建营房部改设中央军委后勤保障部军事设施建设局。

## 历任局长
中央人民政府人民革命军事委员会总后方勤务部营房管理部部长
- 宋裕和（1950年11月—1952年8月，总后勤部副部长兼）[15][16]
- 钟赤兵（1952年11月—1955年3月）[15]

中国人民解放军总后方勤务部营房管理部部长
- 范子瑜 少将（1955年3月—1957年9月）

中国人民解放军总后方勤务部后方工程建筑部部长
- 田维扬 中将（1955年9月—1957年8月）

中国人民解放军总后勤部营房管理部部长
（1960年4月，中国人民解放军总后方勤务部改称中国人民解放军总后勤部）
- 苏焕清 少将（1957年10月—1964年4月）[17]
- 况玉纯 少将（1964年4月—1965年5月）
- 伊文（1965年5月—1970年4月，1969年9月28日起为总后勤部副部长兼）
- 董志常（1970年4月—1978年4月）
- 金振中（1978年4月—1982年8月）
- 贾休奇（？—1988年8月）[18][19]
- 周友良 少将（1988年8月—1993年3月）
- 张金昌 少将（1993年3月—1995年8月）
- 王守业 少将（1996年1月—2001年7月）[20][21]
- 杜云生 少将（2001年7月—2007年5月）[1]
- 谷俊山 少将（2007年6月—2010年4月）
- 王国明 少将（2010年4月—2014年7月）[22]
- 钱毅平 少将（2014年7月—2016年）[23][24]

| 中央军委后勤保障部军事设施建设局局长 | 中央军委后勤保障部军事设施建设局副局长 - 李霓（2016年—） - 刘峰（2016年—） |